# Stefano da Verona

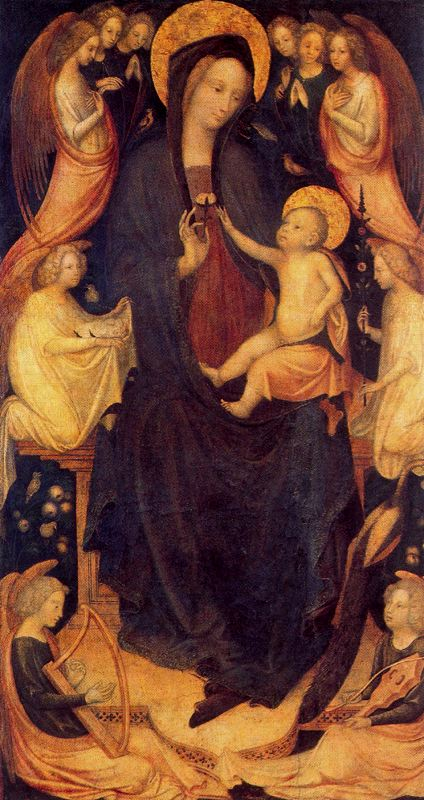
Madonnan och Barnet.

Stefano da Verona (alternativt da Zevio och di Giovanni), född cirka 1379 i Zevio, död cirka 1438 i Verona, var en italiensk målare.
Stefano var efterföljare till Pisanello och utförde många fresker i kyrkor och på fasader i Verona. Av bevarade verk märks Treenigheten och Den helige Augustinus apoteos (Sant'Eufemia i Verona) samt Madonnan, åt vilken änglarna räcker blommor från himmelen (vid Porta del Vescovo), och Konungarnas tillbedjan (1435).